# میوه‌خوار

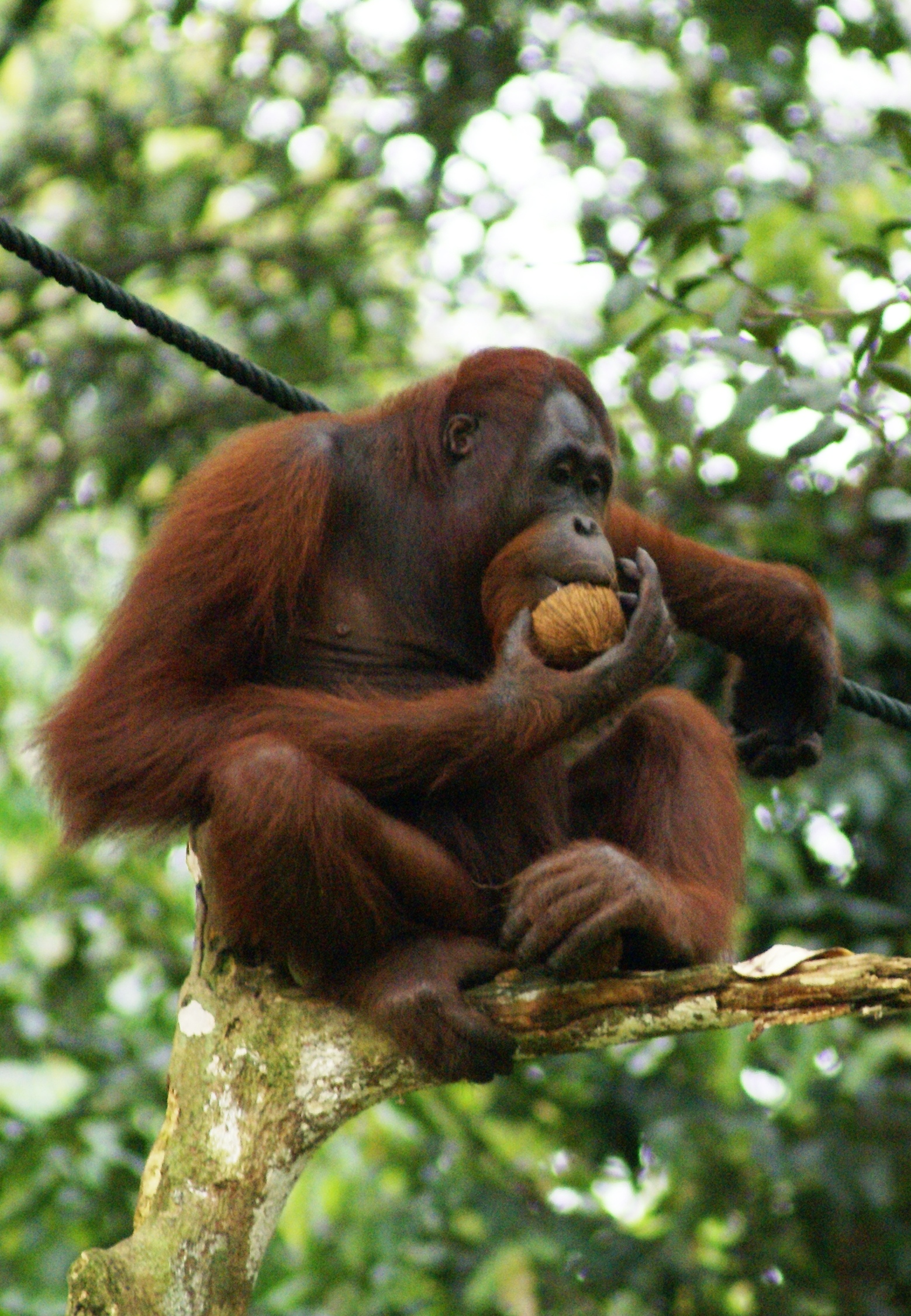
اورانگوتان بورنئویی در حال خوردن میوه

میوه‌خوار (به انگلیسی: Frugivore) به موجودات زنده‌ای که از میوه تغذیه می‌کنند گفته می‌شود. این موجودات می‌توانند گیاه‌خوار یا همه‌چیزخوار یا گوشت‌خوار باشند. این شیوه تغذیه در بین موجودات بسیار شایع است. به عنوان مثال ۲۰ درصد از پستانداران می‌توانند در این رده طبقه‌بندی شوند. میوه‌خواری هم می‌تواند برای تولید میوه‌ها و درختان مفید و هم می‌تواند مضر باشد. زیرا میوه‌خواری موجودات در صورتی که بذر میوه هضم شود برای تکثیر آن میوه مضر و اگر هضم نشود مفید است.

## تکثیر دانه‌ها
تکثیر برای گیاهان مهم است. زیرا اجازه می‌دهد که بذر گیاه در ناحیه‌های دور از گیاه پخش و رشد کنند. تکامل میوه‌های گوشتی نیز به دلیل اغوا کردن موجودات در استفاده از آنها و پخش بذر گیاهان در ناحیه‌های دور است. در حالی که بسیاری از گونه‌های گیاهی به دلیل نداشتن میوه نمی‌توانند این کار را انجام دهند و معمولاً بذرها در همان نزدیکی گیاه اصلی رشد می‌کنند.
انواع بسیاری از موجودات میوه‌خوار هستند؛ ولی گونه پستانداران و پرندگان نمایندگان بیشتری دارند. با این حال ماهی و دوزیستان میوه‌خوار نیز وجود دارند.

## منبع
مشارکت‌کنندگان ویکی‌پدیا. «Frugivore». در دانشنامهٔ ویکی‌پدیای انگلیسی، بازبینی‌شده در ۱۹ نوامبر ۲۰۰۹.